# Vatica guangxiensis
Espèce
Synonymes
- Vatica guangxiensis subsp. xishuangbannaensis (G.D. Tao & J.H. Zhang) Y.K. Yang & J.K. Wu[1] [2]
- Vatica xishuangbannaensis G.D. Tao & J.H. Zhang[1] [2]

Statut de conservation UICN

 EN B1ab(iii) : En danger
Vatica guangxiensis est une espèce de plantes de la famille des Dipterocarpaceae.

## Liste des sous-espèces
Selon Tropicos (12 avril 2019) :
- sous-espèce Vatica guangxiensis subsp. xishuangbannaensis (G.D. Tao & J.H. Zhang) Y.K. Yang & J.K. Wu

## Publication originale
- Acta Phytotaxonomica Sinica 18(2): 232–233, pl. 1. 1980.